# Hinatazaka46
Hinatazaka46 (jap. 日向坂46; Hinatazaka Forty-six) – japońska grupa idolek stworzona przez Yasushiego Akimoto. Jest to druga siostrzana grupa Nogizaka46. Założona została jako Hiragana Keyakizaka46 (jap. ひらがなけやき坂46) 30 listopada 2015 roku, jako podgrupa zespołu Keyakizaka46. Stała się niezależną grupą 11 lutego 2019 roku, a jej nazwa została zmieniona na Hinatazaka46.
Nazwa grupy pochodzi od nazwy ulicy Hyūgazaka w tokijskiej dzielnicy Minato.

## Historia

### 2015–2018: Hiragana Keyakizaka46

Logo Hiragana Keyaki

Grupa została założona jako Hiragana Keyakizaka46 (けやき坂46) 30 listopada 2015 roku, jako podgrupa zespołu Keyakizaka46. Nazwy obu grup wymawiało się tak samo, z różnicą w zapisie – Hiragana Keyakizaka46 była pisana hiraganą.
29 listopada w programie Keyakitte, kakenai? Keyakizaka46 zapowiedziały nową członkinię Neru Nagahama, która zadebiutowała jako pierwsza członkini podgrupy Hiragana Keyaki. Nagahama zrezygnowała z udziału w ostatnim etapie audycji do Keyakizaka46. Mimo to pozwolono jej dołączyć, ale jako członkini nowej podgrupy. W maju 2016 roku do podgrupy dołączyło 11 członkiń pierwszej generacji. 
Jako podgrupa Keyakizaki46, Hiragana Keyakizaka nagrały utwory B-side z singli głównej grupy. Pierwszym z nich był „Hiragana Keyaki” (jap. ひらがなけやき) z singla „Sekai ni wa ai shika nai”, a pierwszy teledysk został nagrany do piosenki „Dare yorimo takaku tobe!” (jap. 誰よりも高く跳べ!) z singla „Futari Saison”.
Podczas koncertów te obie podgrupy często występowały razem, ale dla Hiragana Keyakizaka46 organizowano również niezależne koncerty, w tym ogólnokrajową trasę koncertową Zepp w 2017 roku i trzydniowy występ Nippon Budōkan w styczniu 2018 roku, po tym, jak Kanji Keyakizaka46 wycofały się z powodu kontuzji Yuriny Hirate. Hiragana Keyaki wydały również osobno album w 2018 roku, zatytułowany Hashiridasu shunkan.
W sierpniu 2017 roku do grupy dołączyła druga generacja składająca się z 9 członkiń. Między 31 stycznia i 2 lutego 2018 roku odbyły się trzy koncerty w Nippon Budōkan. 20 czerwca 2018 roku Hiragana Keyakizaka wydała swój pierwszy album nagrany bez Kanji Keyakizaka46, Hashiridasu shunkan, w lecie 2018 roku odbyła się też trasa koncertowa promująca album.
W listopadzie 2018 do grupy dołączyła Hinano Kamimura jako pierwsza członkini trzeciej generacji.

### Od 2019: Hinatazaka46
Hiragana Keyakizaka46 utworzyła niezależną grupę znaną jako Hinatazaka46 11 lutego 2019 roku. Nowa nazwa jest alternatywnym odczytaniem nazwy ulicy Hyūgazaka (jap. 日向坂) w dzielnicy Minato w Tokio. Ich pierwszy singel „Kyun” (jap. キュン) został wydany 27 marca 2019 roku i przekroczył 476 tys. sprzedanych egzemplarzy w ciągu pierwszego tygodnia. Został najlepiej sprzedającym się debiutanckim singlem żeńskiego wykonawcy w Japonii, pokonując „Silent Majority” zespołu Keyakizaka46. „Kyun” zdobył również nagrodę za najlepszą choreografię podczas MTV Video Music Awards 2019. 24 września ukazała się gra rytmiczna Uni's On Air, która zawiera piosenki zespołów Keyakizaka46 i Hinatazaka46. Zespół Hinatazaka46 po raz pierwszy w historii grupy wziął udział w 70. NHK Kōhaku Uta Gassen, podczas którego wykonał utwór „Kyun”.
16 stycznia 2020 roku członkinie Hinatazaka46 wystąpiły w serialu telewizyjnym zatytułowanym Dasada, a Nao Kosaka zagrała główną rolę. 16 lutego do grupy dołączyły trzy nowe członkinie nieprzypisane wcześniej do żadnej z grup Sakamichi Series z poprzedniego wspólnego przesłuchania. 31 lipca, podczas transmisji na żywo koncertu Hinatazaka46 Live Online, Yes! With You!, zespół ogłosił, że ich pierwszy studyjny album ukaże się we wrześniu. Album Hinatazaka ukazał się 23 września, na płycie znalazły się wszystkie utwory tytułowe z singli, część utworów B-side, 7 nowych utworów i 3 piosenki grupy Hiragana Keyakizaka46 nagrane ponownie.
W 2021 roku grupa wydała 2 single: Kimi shika katan w maju i Tteka w listopadzie. Drugi z nich został nagrany bez Kosaki, która miała przerwę w aktywnościach.

## Członkinie
W całej swojej historii grupa miała łącznie 25 członkiń, z których 22 nadal należy do zespołu.
| Imię                                    | Data urodzenia   | Generacja |
| --------------------------------------- | ---------------- | --------- |
| Sarina Ushio (jap. 潮紗理菜)            | 26 grudnia 1997  | 1.        |
| Yūka Kageyama (jap. 影山優佳)           | 8 maja 2001      | 1.        |
| Shiho Katō (jap. 加藤史帆)              | 2 lutego 1998    | 1.        |
| Kyōko Saitō (jap. 齊藤京子)             | 5 września 1997  | 1.        |
| Kumi Sasaki (jap. 佐々木久美) (kapitan) | 22 lutego 1996   | 1.        |
| Mirei Sasaki (jap. 佐々木美玲)          | 17 grudnia 1999  | 1.        |
| Mana Takase (jap. 高瀬愛奈)             | 20 września 1998 | 1.        |
| Ayaka Takamoto (jap. 高本彩花)          | 2 listopada 1998 | 1.        |
| Mei Higashimura (jap. 東村芽依)         | 23 sierpnia 1998 | 1.        |
| Miku Kanemura (jap. 金村美玖)           | 10 września 2002 | 2.        |
| Hina Kawata (jap. 河田陽菜)             | 23 lipca 2001    | 2.        |
| Nao Kosaka (jap. 小坂菜緒)              | 7 września 2001  | 2.        |
| Suzuka Tomita (jap. 富田鈴花)           | 18 stycznia 2001 | 2.        |
| Akari Nibu (jap. 丹生明里)              | 15 lutego 2001   | 2.        |
| Hiyori Hamagishi (jap. 濱岸ひより)      | 28 września 2002 | 2.        |
| Konoka Matsuda (jap. 松田好花)          | 27 kwietnia 1999 | 2.        |
| Manamo Miyata (jap. 宮田愛萌)           | 28 kwietnia 1998 | 2.        |
| Miho Watanabe (jap. 渡邉美穂)           | 24 lutego 2000   | 2.        |
| Hinano Kamimura (jap. 上村ひなの)       | 12 kwietnia 2004 | 3.        |
| Mikuni Takahashi (jap. 髙橋未来虹)      | 27 września 2003 | 3.        |
| Marie Morimoto (jap. 森本茉莉)          | 23 lutego 2004   | 3.        |
| Haruyo Yamaguchi (jap. 山口陽世)        | 23 lutego 2004   | 3.        |

### Byłe członkinie
| Imię                          | Data urodzenia    | Generacja | Data odejścia    | Uwagi                        |
| ----------------------------- | ----------------- | --------- | ---------------- | ---------------------------- |
| Neru Nagahama (jap. 長濱ねる) | 4 września 1998   | 1.        | 24 września 2017 | Przeniesiona do Keyakizaka46 |
| Memi Kakizaki (jap. 柿崎芽実) | 2 grudnia 2001    | 1.        | 11 sierpnia 2019 |                              |
| Mao Iguchi (jap. 井口眞緒)    | 10 listopada 1995 | 1.        | 30 marca 2020    |                              |

## Dyskografia

### Single
| Rok  | Tytuł                                                                        | Ranking                     | Ranking                 | Sprzedaż (Oricon) | Album      |
| Rok  | Tytuł                                                                        | Oricon Weekly Singles Chart | Billboard Japan Hot 100 | Sprzedaż (Oricon) | Album      |
| ---- | ---------------------------------------------------------------------------- | --------------------------- | ----------------------- | ----------------- | ---------- |
| 2019 | „Kyun” (jap. キュン)                                                         | 1                           | 1                       | 621 565           | Hinatazaka |
| 2019 | „Do Re Mi Sol La Si Do” (jap. ドレミソラシド)                                | 1                           | 1                       | 535 090           | Hinatazaka |
| 2019 | „Konna ni suki ni natchatte ii no?” (jap. こんなに好きになっちゃっていいの?) | 1                           | 1                       | 551 397           | Hinatazaka |
| 2020 | „Sonna koto nai yo” (jap. ソンナコトナイヨ)                                  | 1                           | 1                       | 644 135           | Hinatazaka |
| 2021 | „Kimi shika katan” (jap. 君しか勝たん)                                       | 1                           | 2                       | 553 714           | –          |
| 2021 | „Tteka” (jap. ってか)                                                        | 1                           | 1                       | 457 276           | –          |

### Albumy studyjne
| Rok                                            | Dane dot. albumu | Oricon Weekly Albums Chart | Sprzedaż     | Certyfikaty RIAJ |
| ---------------------------------------------- | --- | -------------------------- | ------------ | ---------------- |
| 2018                                           | Hashiridasu shunkan - Jako Hiragana Keyakizaka46 - Wydany: 20 czerwca 2018 - Wytwórnia: Sony Music - Format: CD, digital download | 1                          | JPN: 185 472 | Złoty            |
| 2020                                           | Hinatazaka - Wydany: 23 września 2020 - Wytwórnia: Sony Music - Format: CD, digital download                                      | 1                          | JPN: 246 553 | Platyna          |
| "–" oznacza, że wydawnictwo nie było notowane. | |                            |              |                  |